# 9P
9P（または Plan 9 Filesystem Protocol または Styx）は、Plan 9 from Bell Labs (Plan 9) 分散オペレーティングシステムのために、Plan 9システムの構成要素を接続する手段として開発された、ネットワークプロトコルである。ファイルはPlan 9の重要なオブジェクトである。 ファイルはウィンドウ、ネットワークの接続、プロセスや、その他オペレーティングシステムで利用可能なほとんどのものを表現している。
9Pは、Plan 9の第4版のために、9P2000という名前で様々な改良を含む改訂をされた。この改良のうちいくつかは、ある程度のファイル名制限の除去、ディレクトリへの'最終変更者'メタデータフィールドの追加、ファイルの認証といったものである。Inferno operating systemの最新版も9P2000を使用している。Inferno file protocolは元々はStyxと呼ばれていたが、技術的には常に9Pの変種であった。
Unixのための9Pサーバ実装はu9fsと呼ばれており、Plan 9ディストリビューションに含まれている。9PのOS Xクライアントkernel extensionはMac9Pによって提供されている。いくつかの拡張を含む9Pを実装しているLinux用のカーネルクライアントドライバはv9fsプロジェクトの一部である。9Pとその派生物はStyx on a Brick projectのような組み込み環境のアプリケーションにも見られる。

## サーバアプリケーション
Plan 9アプリケーションの多くが9Pファイルサーバの形になっている。例には以下のものがある。
- Acme: プログラマのためのユーザインターフェース
- rio（英語版）: Plan 9のウィンドウマネージャ
- plumber（英語版）: プロセス間通信
- ftpfs: リモートのFTPサーバ上のファイルとディレクトリをローカル名前空間に表示するFTPクライアント
- wikifs: リモートのwikiをファイルとしてローカル名前空間に表示するwiki編集ツール
- webfs: URLからデータを取り出して、その内容とレスポンスの詳細をファイルとしてローカル名前空間に表示するファイルサーバ

Plan 9以外では、9Pプロトコルは軽量なリモートファイルシステムが要求されるときに、まだ使われている。
- NixOS: 純粋関数的で宣言的なLinuxディストリビューションはバーチャルマシンの中で自分自身をリビルドできる。クライアントはホストのパッケージストアディレクトリをマウントするために9Pを使う。
- Windows Subsystem for Linux: Windows 10 version 1903以降、サブシステムは9Pをサーバとして実装して、ホストのWindowsオペレーティングシステムはクライアントとしてふるまう[6]。
- Crostini: カスタム9PサーバはLinux VMの外側のファイルへのアクセスを提供するために使われる。 [7]
- QEMU: VirtFSデバイスは9Pを通じてファイルシステムの共有をすることができる。これはカーネルドライバと共有メモリによって高速化される。[8][9]
- DIOD: 分散I/Oデーモン - 9Pファイルサーバ

## 実装
9Pはクライアントとサーバの間で以下のメッセージを送る。これらのメッセージは、いかなる9Pサーバも実装しなければならないPlan 9 vfsレイヤのエントリーポイントに対応している。
version
プロトコルのバージョンのネゴシエーションを行う
error
エラーを返す
flush
メッセージを打ち切る
auth, attach
接続を確立する
walk
ディレクトリ階層を辿る
create, open
既存または新規ファイルのI/Oをするためにfidを作成する
read, write
ファイルとデータの送受信をする
clunk
fidを忘れる
remove
サーバからファイルを削除する
stat, wstat
ファイルの属性を問い合わせる、または変更する